# Tribù mai contattate

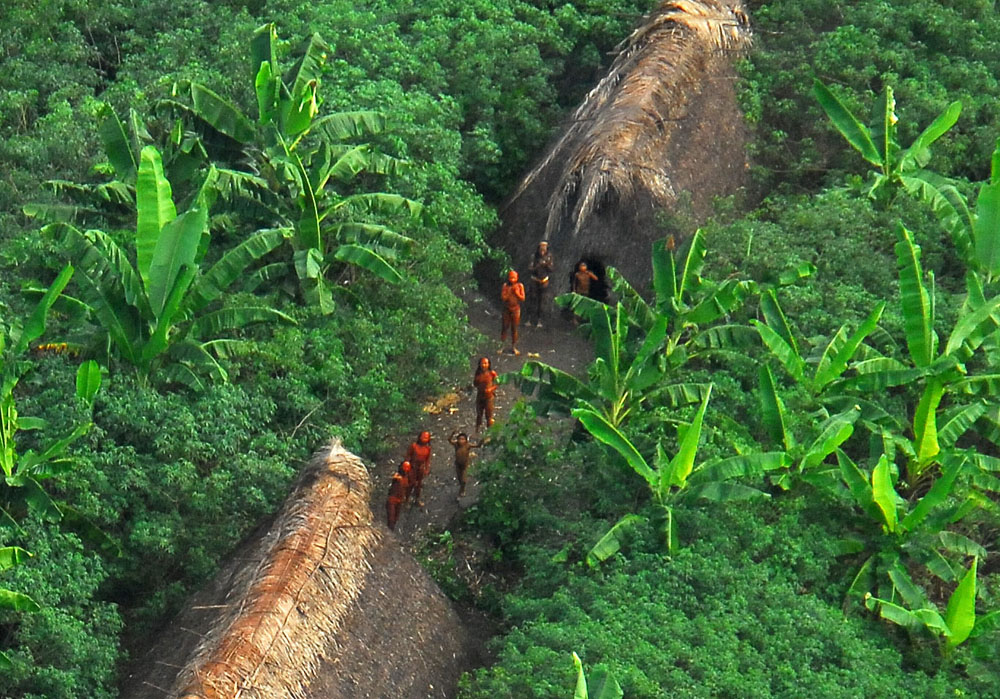
Indios isolati avvistati in Brasile (stato di Acre) nel 2009

I termini tribù mai contattate o incontattate indicano quei popoli indigeni che non hanno contatti con la civiltà globalizzata. Esempi di queste tribù si trovano in quattro continenti: Asia, Oceania, America settentrionale e America meridionale; secondo Survival International, il movimento mondiale per i diritti dei popoli indigeni, le tribù incontattate nel mondo sarebbero almeno 100.
Sono popoli estremamente vulnerabili e non hanno difese immunitarie verso le malattie trasmesse dall'esterno, come il morbillo o la varicella, a cui gran parte delle società umane sono state esposte da centinaia di anni. Molti vivono costantemente in fuga, per salvarsi dall'invasione delle loro terre da parte di coloni, taglialegna, esploratori petroliferi e allevatori di bestiame.
Gran parte dei popoli incontattati sono a conoscenza dell'esistenza di società al di fuori della loro, ma scelgono di non entrare in contatto. Il fatto che rimangano isolate, però, non significa che siano “non scoperte” o “immutate”; secondo Stephen Corry, Direttore generale di Survival International, "la maggior parte delle tribù sono già conosciute e, sebbene siano isolate, tutte si adattano costantemente al mutare delle condizioni. Tutti i popoli cambiano costantemente nel tempo, e lo hanno sempre fatto".
Secondo gli esperti, alcune tribù potrebbero essere entrate in contatto con la società colonialista in passato e poi essersi ritirate per sfuggire alle violenze veicolate dal contatto. Molti dei nativi americani incontattati dello stato brasiliano di Acre, ad esempio, discendono probabilmente dai pochi sopravvissuti al boom della gomma che nel XIX secolo sterminò il 90% della popolazione indigena della regione.

Mappa degli stati che si ritiene ospitino tribù incontattate

## Asia meridionale

### Andamane (India)
Nell'arcipelago delle isole Andamane, precisamente nell'isola di North Sentinel, vive il popolo dei Sentinellesi, la cui popolazione è stimata attorno alle 15/40 unità secondo i report dello stato Indiano, attorno a 50/200 unità secondo Survivor.

### Vietnam
In Vietnam il popolo Ruc è stato individuato per la prima volta durante la Guerra del Vietnam da soldati nordvietnamiti.

## Oceania

### Australia
Nel 1984, nel Deserto di Gibson nell'Australia Occidentale, è stato individuato un gruppo di Pintupi, considerati gli ultimi aborigeni australiani a non essere mai venuti in contatto con degli occidentali.

### Nuova Guinea
Nella Papua Nuova Guinea e nelle province indonesiane di Papua e Papua Occidentale, ancora a larghi tratti inesplorate, si stima vivano gruppi indigeni mai contattati.

## America settentrionale

### Messico
I Lacandón, un gruppo indigeno discendente dai Maya, vivono nello stato messicano del Chiapas, vicino al confine con il Guatemala. Sono stati individuati nel 1924.

## America meridionale

### Bolivia
Al 2006, si ritiene che in Bolivia vivano cinque gruppi indigeni mai contattati: gli Areyo, gli Mbya-Yuqui, gli Yurakare, i Pacahuara, gli Araona. All'interno della tribù degli Yuqui, tuttavia, solo alcune famiglie non sono mai entrate in contatto con cittadini boliviani.

### Brasile
Il Brasile è ritenuto lo stato in cui vive il maggior numero di gruppi indigeni mai contattati: secondo il FUNAI, il Dipartimento brasiliano agli Affari Indigeni, sono 77. Nel 2009, in una regione al confine tra Brasile e Perù sono state scattate le prime fotografie aeree di una tribù incontattata.

### Colombia
In Colombia vivono tre tribù mai contattate: i Carayabo, nella foresta amazzonica a nord del fiume Putumayo, con una popolazione complessiva di centocinquanta individui, i Guaviare Macusa, conosciuti anche come Nukak, con circa trecento membri, nel Dipartimento di Guainía, tra i fiumi Guaviare e Inírida, ed una tribù ancora non identificata lungo l'alto corso del Rio Yari. La Colombia è ritenuto il paese con la legislazione più consona alla conservazione e alla sopravvivenza di tribù mai contattate.

### Ecuador
In Ecuador vivono due tribù mai contattate, i Taromenane e i Tagaeri, le cui popolazioni sono stimate rispettivamente nell'ordine delle 150-300 e 20-30 unità e che vivono nella zona del Parco nazionale Yasuní, al confine con il Perù. I Tagaeri sono un gruppo che si è diviso dagli Huaorani in passato. 

### Guyana
In Guyana sopravvivono la tribù dei Wapishana, con circa 100 membri raccolti tra i fiumi Essequibo e Tacutu, ed una tribù il cui nome è ignoto, anch'essa composta da circa 100 individui, nelle vicinanze del fiume Courantyne.

### Guyana francese
In Guyana francese vive la tribù Wajãpi, concentrata, con circa 100 membri, tra i fiumi Eureupoucine e Camopi.

### Perù
Il Perù è il terzo paese, dopo Papua Nuova Guinea e Brasile, con il maggior numero di tribù mai contattate. Nel paese andino, soprattutto nella sua parte amazzonica, vivono le tribù Morunaua, con circa 150 membri, Parquenahua e Pasabo, entrambe composte da circa 200 individui. Secondo Survival International, le tribù incontattate in Perù sono almeno 15; gli esterni, però, stanno distruggendo le loro terre e l'ONG ha denunciato che, se non verranno prese misure urgenti, molto probabilmente si estingueranno.
Negli anni '80 le prospezioni petrolifere effettuate da Shell nell'Amazzonia peruviana portarono al contatto con la tribù isolata dei Nahua: in pochi anni quasi il 50% della tribù morì. Oggi nei territori abitati dalle tribù isolate operano diverse compagnie petrolifere, come Perenco, Repsol-YPF e Petrolifera.
Nel giugno 2014 Survival International e il FUNAI, il Dipartimento brasiliano agli Affari Indigeni, hanno denunciato che alcuni gruppi di indios incontattati del Perù si stanno spostando oltre il confine, in Brasile. Secondo gli esperti, le tribù stanno fuggendo dal dilagare del disboscamento nell'Amazzonia peruviana.

### Paraguay
In Paraguay vivono circa 300 Totobiegosode, appartenenti al ceppo degli Ayoreo. Gli Ayoreo sono ritenuti l'ultima tribù mai contattata a vivere al di fuori dell'Amazzonia.

### Suriname
Nel Suriname vive la tribù degli Akulio, stanziati con circa 50 membri sullo spartiacque che divide Suriname e Brasile.

### Venezuela
In Venezuela vive una parte del popolo Yanomami in relativo isolamento, una delle più numerose tribù mai contattate, con una popolazione stimata intorno alle 300-400 unità. Vivono in Amazzonia, nell'alto corso del Siapa e nel Parima Tapirapecó National Park.